# The Flying Club Cup
The Flying Club Cup es el segundo álbum de estudio de Beirut, lanzado el 9 de octubre de 2007 bajo el sello 4AD Records y prelanzado en iTunes el 4 de septiembre de 2007. El álbum contó con arreglos para cuerdas de Owen Pallett, integrante de Arcade Fire bajo el pseudónimo de Final Fantasy.

## Portada
La portada es unas fotografía de los años 30 tomada en la playa Trestrarou, ubicada en Perros-Guirec, en la Bretaña francesa.

## Lista de canciones
Todas las canciones fueron escritas por Zach Condon, excepto donde se señala.
1. "A Call to Arms" - 0:18
2. "Nantes" - 3:50
3. "A Sunday Smile" - 3:35
4. "Guyamas Sonora" - 3:31
5. "La Banlieue" - 1:57
6. "Cliquot" (Zach Condon, Owen Pallett) - 3:51
7. "The Penalty" - 2:22
8. "Forks and Knives (La Fête)" - 3:33
9. "In the Mausoleum" - 3:10
10. "Un Dernier Verre (Pour la Route)" (Zach Condon, Kendrick Strauch) - 2:51
11. "Cherbourg" - 3:33
12. "St. Apollonia" - 2:58
13. "The Flying Club Cup" - 3:05

- Datos: Q2705156